# Starokosatsche
Starokosatsche (ukrainisch Старокозаче; russisch Староказачье Starokasatschje, rumänisch Cazaci) ist ein Dorf in der Oblast Odessa im Südwesten der Ukraine mit etwa 5200 Einwohnern (2004).

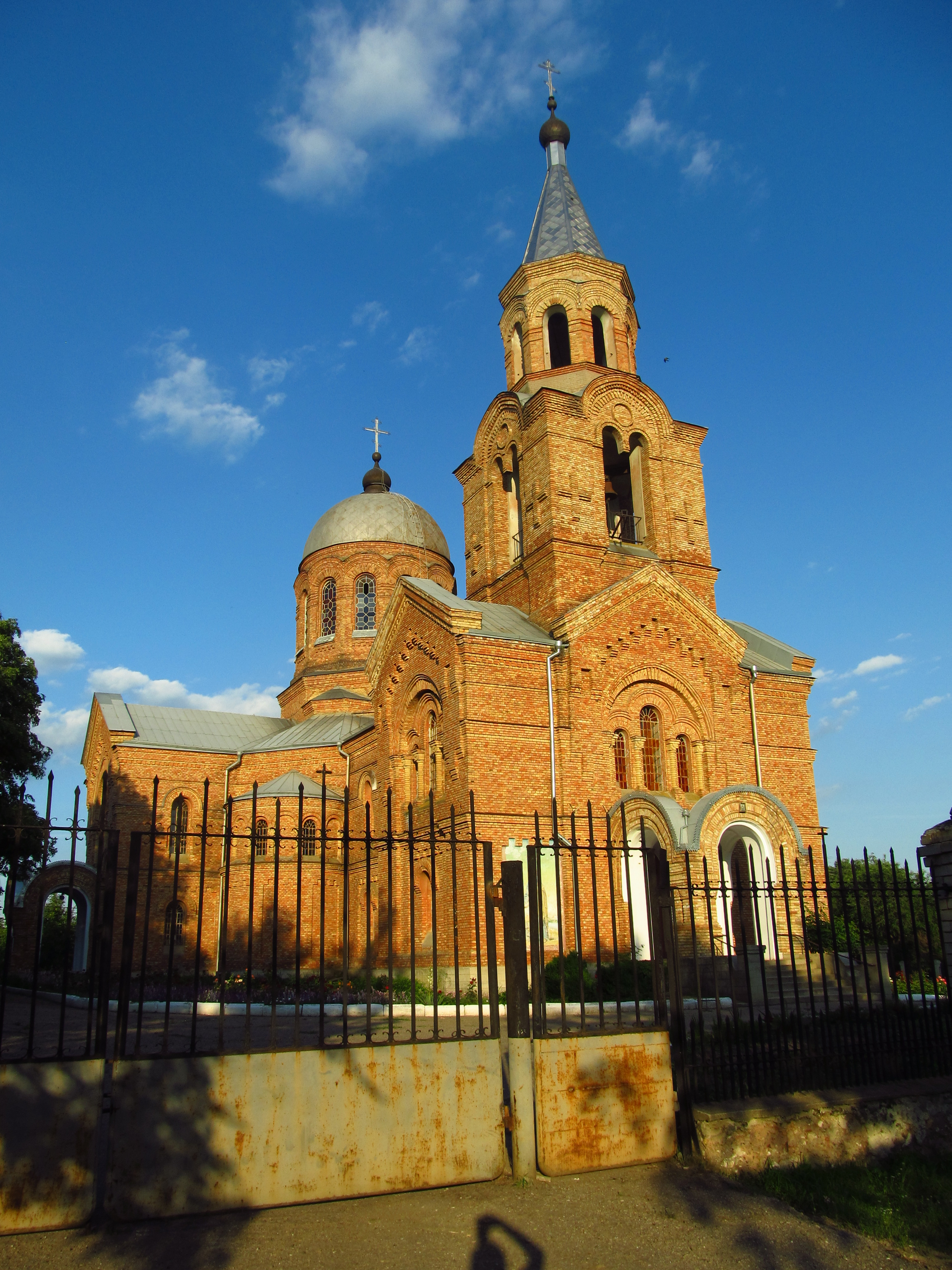
Kirche im Dorf

Das 1824 in der historischen Region Bessarabien gegründete Dorf ist das administrative Zentrum der gleichnamigen Landratsgemeinde im Rajon Bilhorod-Dnistrowskyj, zu der noch das Dorf Seleniwka (Зеленівка ⊙) mit etwa 170 Einwohnern gehört.
Zwischen 1940 und 1956 war das Dorf Rajonzentrum des gleichnamigen Rajons Starokosatsche innerhalb der Oblast Ismajil.
Starokosatsche liegt 6 km westlich der Dnister-Mündung am Ufer der Alkalija (Алкалія), einem 67 km langen Zufluss zum Burnas-Liman. Durch die Ortschaft führt die Regionalstraße P–72, die kurz hinter dem Dorf an einer Grenzstation der ukrainisch-moldawischen Grenze in die moldauische Regionalstraße R-30 übergeht. Südöstlich vom Dorf verläuft die Fernstraße M 15.

## Verwaltungsgliederung
Am 24. Juli 2017 wurde das Dorf zum Zentrum der neugegründeten Landgemeinde Starokosatsche (Старокозацька сільська громада/Starokosazka silska hromada). Zu dieser zählten auch noch die Dörfer Kosazke, Krutojariwka, Petriwka und Seleniwka, bis dahin bildete es zusammen mit dem Dorf Seleniwka die gleichnamige Landratsgemeinde Starokosatsche (Старокозацька сільська рада/Starokosazka silska rada) im Norden des Rajons Bilhorod-Dnistrowskyj.
Am 12. Juni 2020 kamen noch 13 weitere in der untenstehenden Tabelle aufgelistetenen Dörfer zum Gemeindegebiet.
Folgende Orte sind neben dem Hauptort Starokosatsche Teil der Gemeinde:
| Name                     | Name            | Name                                      | Name             |
| ukrainisch transkribiert | ukrainisch      | russisch                                  | rumänisch        |
| ------------------------ | --------------- | ----------------------------------------- | ---------------- |
| Dalnitschen              | Дальнічень      | Дальничень                                | Delniceni        |
| Hontschariwka            | Гончарівка      | Гончаровка (Gontscharowka)                | Celmeccia        |
| Karnalijiwka             | Карналіївка     | Карналиевка (Karnalijewka)                | Cornești         |
| Kosazke                  | Козацьке        | Казацкое (Kasazkoje)                      | Gura-Roșie       |
| Krasna Kossa             | Красна Коса     | Красная Коса (Krasnaja Kossa)             | Roșia            |
| Krutojariwka             | Крутоярівка     | Крутояровка (Krutojarowka)                | Moldova          |
| Nowa Zarytschanka        | Нова Царичанка  | Новая Царичанка (Nowaja Zaritschanka)     | Tăriceanca-Nouă  |
| Petriwka                 | Петрівка        | Петровка (Petrowka)                       | Pietroasa        |
| Pidhirne                 | Підгірне        | Подгорное (Podgornoje)                    | Babei            |
| Piwdenne                 | Південне        | Пивденное (Pidwennoje), Южное (Juschnoje) | Saria            |
| Ruskoiwaniwka            | Руськоіванівка  | Русская Ивановка (Russkaja Iwanowka)      | Ivăneștii-Vechi  |
| Seleniwka                | Зеленівка       | Зеленовка (Selenowka)                     | Eigenheim        |
| Semeniwka                | Семенівка       | Семеновка (Semenowka)                     | Seimeni          |
| Stara Zarytschanka       | Стара Царичанка | Старая Царичанка (Staraja Zaritschanka)   | Tăriceanca-Veche |
| Tschystowodne            | Чистоводне      | Чистоводное (Tschistowodnoje)             | Suiunduc         |
| Wessele                  | Веселе          | Веселое (Wesseloje)                       | Toropcani        |
| Wolodymyriwka            | Володимирівка   | Владимировка (Wladimirowka)               | Vlamimirești     |